# 兄弟之战
兄弟之战（阿拉伯语：‎ 罗马化：Harb al-Ikhwa)，黎巴嫩內戰末期爆发于阿迈勒运动与黎巴嫩真主党，黎巴嫩主要什叶派政党之间的武装冲突。冲突开始于1988年4月，并时断时续地持续了三个阶段，直到战争双方各自的幕后支持者，伊朗与叙利亚签订协议才告终。